# Saint-Cyr-en-Pail
Saint-Cyr-en-Pail és un municipi francès situat al departament de Mayenne i a la regió de País del Loira. L'any 2007 tenia 440 habitants.

## Demografia

### Població
El 2007 la població de fet de Saint-Cyr-en-Pail era de 440 persones. Hi havia 185 famílies de les quals 56 eren unipersonals (28 homes vivint sols i 28 dones vivint soles), 69 parelles sense fills, 52 parelles amb fills i 8 famílies monoparentals amb fills.
La població ha evolucionat segons el següent gràfic:
Habitants censats

### Habitatges
El 2007 hi havia 258 habitatges, 190 eren l'habitatge principal de la família, 47 eren segones residències i 21 estaven desocupats. 256 eren cases i 2 eren apartaments. Dels 190 habitatges principals, 154 estaven ocupats pels seus propietaris, 34 estaven llogats i ocupats pels llogaters i 1 estava cedit a títol gratuït; 2 tenien una cambra, 20 en tenien dues, 36 en tenien tres, 49 en tenien quatre i 82 en tenien cinc o més. 138 habitatges disposaven pel capbaix d'una plaça de pàrquing. A 87 habitatges hi havia un automòbil i a 87 n'hi havia dos o més.

### Piràmide de població
La piràmide de població per edats i sexe el 2009 era:
| Homes | Edats   | Dones |
| ----- | ------- | ----- |
| 0     | 95 o +  | 0     |
| 4     | 90 a 94 | 0     |
| 4     | 85 a 89 | 4     |
| 0     | 80 a 84 | 4     |
| 24    | 75 a 79 | 24    |
| 12    | 70 a 74 | 12    |
| 12    | 65 a 69 | 28    |
| 0     | 60 a 64 | 4     |
| 8     | 55 a 59 | 8     |
| 16    | 50 a 54 | 4     |
| 36    | 45 a 49 | 20    |
| 8     | 40 a 44 | 24    |
| 24    | 35 a 39 | 16    |
| 8     | 30 a 34 | 8     |
| 8     | 25 a 29 | 4     |
| 4     | 20 a 24 | 12    |
| 8     | 15 a 19 | 24    |
| 8     | 10 a 14 | 12    |
| 4     | 5 a 9   | 4     |
| 4     | 0 a 4   | 12    |

## Economia
El 2007 la població en edat de treballar era de 263 persones, 194 eren actives i 69 eren inactives. De les 194 persones actives 177 estaven ocupades (101 homes i 76 dones) i 17 estaven aturades (8 homes i 9 dones). De les 69 persones inactives 21 estaven jubilades, 24 estaven estudiant i 24 estaven classificades com a «altres inactius».

### Ingressos
El 2009 a Saint-Cyr-en-Pail hi havia 195 unitats fiscals que integraven 464 persones, la mediana anual d'ingressos fiscals per persona era de 14.069 €.

### Activitats econòmiques
Dels 12 establiments que hi havia el 2007, 1 era d'una empresa extractiva, 1 d'una empresa alimentària, 3 d'empreses de construcció, 1 d'una empresa de comerç i reparació d'automòbils, 1 d'una empresa de transport, 1 d'una empresa d'hostatgeria i restauració, 1 d'una empresa de serveis, 1 d'una entitat de l'administració pública i 2 d'empreses classificades com a «altres activitats de serveis».
Dels 4 establiments de servei als particulars que hi havia el 2009, 1 era un paleta, 1 electricista, 1 empresa de construcció i 1 restaurant.
L'únic establiment comercial que hi havia el 2009 era una fleca.
L'any 2000 a Saint-Cyr-en-Pail hi havia 38 explotacions agrícoles que ocupaven un total de 1.500 hectàrees.

## Equipaments sanitaris i escolars
El 2009 hi havia una escola elemental integrada dins d'un grup escolar amb les comunes properes formant una escola dispersa.

## Poblacions més properes
El següent diagrama mostra les poblacions més properes.